# Joseph von Eichendorff
Joseph Karl Benedikt Freiherr von Eichendorff (Castillo de Lubowitz, Alta Silesia, 10 de marzo de 1788 - Neisse, 26 de noviembre de 1857) fue un poeta y novelista alemán. Muchos de sus poemas fueron adaptados por compositores de la talla de Robert Schumann, Felix Mendelssohn-Bartholdy, Johannes Brahms, Hugo Wolf, Richard Strauss, Friedrich Nietzsche, Hans Pfitzner o Alexander von Zemlinsky.
Conocido como el «cantor del bosque alemán» y, junto con Brentano, uno de los poetas líricos más populares del romanticismo alemán, influyó en la educación del sentimiento popular del paisaje. Escribió novelas, cuentos y algunos tratados de historia literaria. Fue amigo de Achim von Arnim (1781-1831) y Clemens Brentano. En Viena se integró en el círculo de Friedrich von Schlegel. Fue oficial del ejército prusiano en la guerra contra Napoleón, y desde 1816 funcionario del Estado con cargos en diversas ciudades. Pasó los últimos años de su vida en Neisse. 

## Vida
Eichendorff era hijo del oficial prusiano del príncipe Adolf Theodor Rudolf (1756–1818) y de su mujer Karoline (1766–1822, nacida como principesa von Kloch). Fue educado junto a su hermano Wilhelm en la casa familiar. El día 12 de noviembre de 1800 comenzó a escribir un diario. A las lecturas de textos de aventuras, caballeros y obras de la antigüedad, siguieron también sus primeros intentos literarios infantiles.
En 1801 ingresó al Gimnasium católico de Breslavia, donde se aficionó al teatro y compuso varios poemas. Entre 1805 y 1806 estudió derecho en la universidad de Halle. Realizó también viajes hacia Hamburgo y Lübeck. En agosto de 1806 regresó al castillo familiar de Lubowitz, donde realizó una intensa vida social con cazas en sus alrededores.
En mayo de 1807 viajó primero a Linz, luego a Ratisbona, a Núremberg y a Heidelberg a continuar sus estudios. Fue alumno de Thibaut y Joseph Görres. Conoció a Achim von Arnim, a Clemens Brentano y a Otto Heinrich Graf Isidorus Orientalis.
En abril de 1808 Eichendorff emprendió un viaje hacia Estrasburgo y París. El 13 de mayo partió de Heidelberg a Würzburg, luego a Núremberg y a Ratisbona, desde donde navegó en el barco del correo y por el Danubio hasta Viena. En el verano volvió a Lubowitz. En el verano de 1810 siguió estudiando derecho en Viena. 
Entre 1813 y 1815 combatió en la guerra de liberación contra Napoleón.
En abril de 1815 se casó cerca de Lubowitz con Luise von Larisch (1792–1855), hija de una familia noble venida a menos. En 1815 nació también su primer hijo Hermann, en 1817 Therese, y en 1819 Rudolf. Tras la muerte del padre de Luise, en 1818, fueron vendidas casi todas las propiedades de la familia, incluido en castillo.
Eichendorff trabajó en distintos puestos burocráticos hasta que en 1844, y tras una fuerte neumonía, se jubiló. Vivió luego con su hija Teresa y su marido, el oficial prusiano Louis von Besserer-Dahlfingen, y tras algunas ‘peripecias vitales’ [?], fue acogido por algunos parientes y por el arzobispo de Breslavia Heinrich Förster. Murió el 26 de noviembre de 1857 en Neisse (Schlesien). 

### Poemas
| - In einem kühlen Grunde (1807/08 in Heidelberg-Rohrbach) - Lied - Lockung - Die Riesen, Anklänge (1808) - Abschied (1810) - Zwielicht (1812) - Sehnsucht (1819) - Mondnacht (1837) - Der Abend (1826) - Wünschelrute (1835) - Der Einsiedler (1835) - Waffenstillstand der Nacht - Schöne Fremde (vor 1834) - Das zerbrochene Ringlein oder auch Untreue (1837) - In der Fremde - Auf einer Burg - Echte Liebe - Die Blätter fallen - Der Soldat - Wanderlied der Prager Studenten - An der Grenze - Heimweh - Herbst - Ständchen - Bei Halle - Der Gärtner - Der frohe Wandersmann - Waldgespräch - Frische Fahrt - Durcheinander - Wunder über Wunder - Frisch auf! - Allgemeines Wandern - Nachts - Die Nachtblume - Meeresstille - Morgengebet (1814) - Der Glücksritter - Der Nachtvogel - Frühlingsnacht - Kurze Fahrt - Neue Liebe - Schifferspruch - So oder so - Der Kehraus - Die zwei Gesellen - Winternacht - Vöglein in den sonn'gen Tagen - Trost - An meinem Geburtstage - In Danzig (1842) - Eldorado (1841) - Reiselied - Der stille Grund - Die Nacht - Lieber alles - Die Stillen - Der letzte Gruß - Erinnerung - Weihnachten - Lichtlein im Walde (1836) - Frühlingsgruß - Stimmen der Nacht (1841) - Der Morgen - Todeslust - Frühlingsfahrt - Wahl - Die Klage - Die blaue Blume - Frau Venus - Die Sperlinge |

### Novelas y narraciones

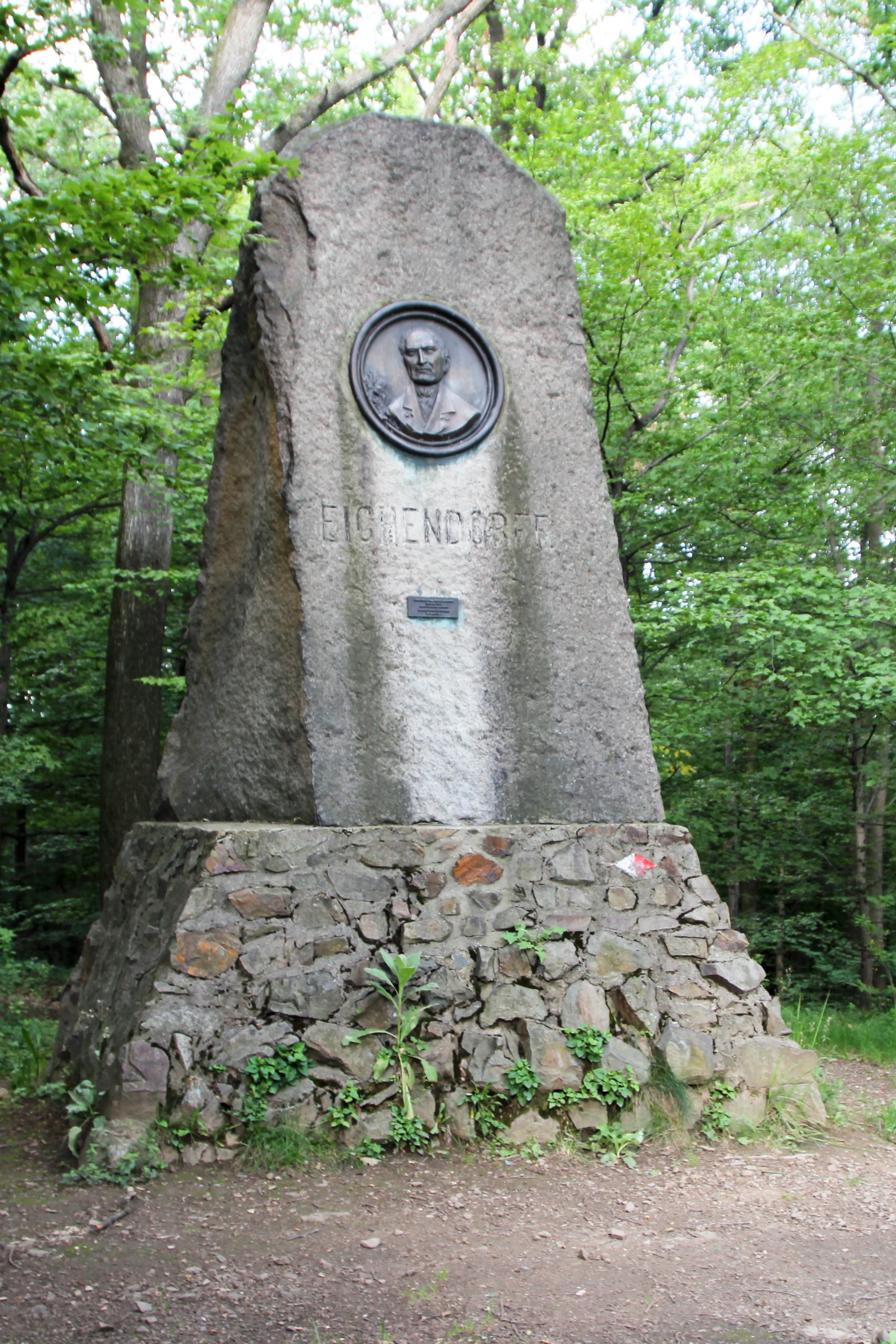
Monumento a Eichendorff en Prudnik

- Die Zauberei im Herbste (1808) (Märchen)
- Ahnung und Gegenwart (Presentimiento y presente) (1815)
- Das Marmorbild (La estatua de mármol)  (1819)
- Aus dem Leben eines Taugenichts (De la vida de un tunante) (1826)
- Viel Lärmen um nichts (1833)
- Dichter und ihre Gesellen (1834)
- Das Schloß Dürande (1836)
- Unstern (1839)
- Die Entführung (1839)
- Eine Meerfahrt (1841)
- Die Glücksritter (1841)

### Épicas
- Julian (1853)
- Robert und Guiscard (1855)
- Lucius (1857)

### Teatro
- Krieg den Philistern (1824)
- Ezzelin von Romano (1828)
- Meierbeths Glück und Ende (1828)
- Der letzte Held von Marienburg (1830)
- Die Freier (1833)

### Principales ediciones en español
- De la vida de un ocioso (Aus dem Leben eines Taugenichts). Traducción de Hugo Montes, Santiago de Chile, ZigZag, 1969.
- Eichendorff. Gedichte/Poemas (edición bilingüe). Edición y traducción de Alfonsina Janés, Barcelona, Bosch, 1981. ISBN 978-84-7162-845-9.
- Episodios de una vida tunante (Aus dem Leben eines Taugenichts). Introducción y traducción de Alfredo Gallart, Buenos Aires, Espasa Calpe, 1949 y 1971 (existe una edición de previa en Barcelona, Montaner y Simón, 1943, y una posterior en México, Universidad Autonóma Metropolitana, 1984).
- La estatua de mármol (Das Marmorbild). Traducción de Carmen Bravo Villasante, en Cuentos del romanticismo alemán, Barcelona, Salvat, 1982 (reeditado como volumen individual en Palma de Mallorca, José J. de Olañeta, 1987).
- Pensamiento y presente. Vida de un ocioso (Ahnung und Gegenwart. Aus dem Leben eines Taugenichts). Introducción y traducción de José Miguel Mínguez Sender, Barcelona, Bruguera, 1984.
- De la vida de un tunante (Aus dem Leben eines Taugenichts). Edición y traducción de Germán Garrido, Madrid, Letras Universales, Ediciones Cátedra, 2008.  ISBN 978-84-376-2463-1.

Además de selecciones dispersas de poesía aparecidas en antologías con otros autores alemanes.

## Obras completas
- Sämtliche Werke des Freiherrn Joseph von Eichendorff. Historisch-kritische Ausgabe.

Begründet von Wilhelm Kosch und August Sauer, fortgeführt und herausgegeben
von Hermann Kunisch (†) und Helmut Koopmann, Tübingen: Max Niemeyer Verlag.
- HKA I/1: Gedichte. Erster Teil. Text. Hrsg. von Harry Fröhlich und Ursula Regener (1993).
- HKA I/2: Gedichte. Erster Teil. Kommentar. Aufgrund von Vorarbeiten von Wolfgang Kron hrsg. von Harry Fröhlich (1994).
- HKA I/3: Gedichte. Zweiter Teil. Verstreute und nachgelassene Gedichte. Text. Hrsg. von Ursula Regener (1997).
- HKA I/4: Gedichte. Zweiter Teil. Verstreute und nachgelassene Gedichte. Kommentar. Hrsg. von Ursula Regener (1997).
- HKA III: Ahnung und Gegenwart. Hrsg. von Christiane Briegleb und Clemens Rauschenberg (1984).
- HKA IV: Dichter und ihre Gesellen. Hrsg. von Volkmar Stein (2001).
- HKA V/1: Erzählungen. Erster Teil. Text. Hrsg. von Karl Konrad Polheim (1998).
- HKA V/2: Erzählungen. Erster Teil. Kommentar. Hrsg. von Karl Konrad Polheim (2000).
- HKA V/3: Erzählungen. Zweiter Teil, Fragmente und Nachgelassenes Hrsg. v. Heinz-Peter Niewerth (2006).
- HKA V/4: Erzählungen. Dritter Teil. Autobiographische Fragmente. Hrsg. von Dietmar Kunisch (1998).
- HKA VI/1: Historische Dramen und Dramenfragmente. Text und Varianten. Hrsg. von Harry Fröhlich (1996).
- HKA VI/2: Historische Dramen und Dramenfragmente. Kommentar. Hrsg. von Klaus Köhnke (1997).
- HKA VIII/1: Literarhistorische Schriften I. Aufsätze zur Literatur. Aufgrund der Vorarbeiten von Franz Ranegger hrsg. von Wolfram Mauser (1962).
- HKA VIII/2: Literarhistorische Schriften II. Abhandlungen zur Literatur. Aufgrund der Vorarbeiten von Franz Ranegger hrsg. von Wolfram Mauser (1965).
- HKA IX: Literarhistorische Schriften III. Geschichte der poetischen Literatur Deutschlands. Hrsg. von Wolfram Mauser (1970).
- HKA XI: Tagebücher. Hrsg. von Franz Heiduk und Ursula Regener (2006)
- HKA XII: Briefe 1794-1857. Text. Hrsg. von Sibylle von Steinsdorff (1993).
- HKA XV/1: Übersetzungen I. Erster Teil. Graf Lucanor von Don Juan Manuel. Geistliche Schauspiele von Don Pedro Calderón la Barca I. Hrsg. von Harry Fröhlich (2003).
- HKA XV/2: Übersetzungen I. Zweiter Teil. Geistliche Schauspiele von Don Pedro Calderón la Barca II. Hrsg. von Harry Fröhlich (2002).
- HKA XVI: Übersetzungen II. Unvollendete Übersetzungen aus dem Spanischen. Hrsg. von Klaus Dahme (1966).
- HKA XVIII/1: Eichendorff im Urteil seiner Zeit I. Dokumente 1788-1843. Hrsg. von Günter und Irmgard Niggl (1975).
- HKA XVIII/2: Eichendorff im Urteil seiner Zeit II. Dokumente 1843-1860. Hrsg. von Günter und Irmgard Niggl (1976).
- HKA XVIII/3: Eichendorff im Urteil seiner Zeit III. Kommentar und Register.Hrsg. von Günter und Irmgard Niggl (1986).
- El contenido de este artículo incorpora material de la Gran Enciclopedia Rialp que mediante una autorización permitió agregar contenidos y publicarlos bajo licencia GFDL. La autorización fue revocada en abril de 2008, así que no se debe añadir más contenido de esta enciclopedia.